# Gunnar (mytologie)

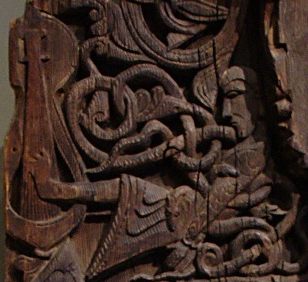
Gunnarova smrt v jámě s hady

Gunnar, syn krále Giukiho a královny Grimhildy, hraje významnou roli v germánské mytologii, a to v Sáze o Vølsunzích a pasážích Písňové Eddy, které se zabývají dějovou linií hrdiny Sigurda. Měl bratry  Hogniho a Guthorma a sestru Gudrun (ve staré severštině Guðrún) a později se stal také manželem valkýry Brynhildy. Jeho obdoba, Gunther, vystupuje v Sáze o Nibelunzích, jeho příběh je obdobný příběhům ze Ságy o Vølsunzích a Eddy.

## Ucházení se o ruku Brynhildy
Gunnar se s rekem Sigurdem utkal o ruku Brynhildy. Oba dva museli přeskočit i se svým koněm přes oheň. Gunnarova matka Grimhilda použila své magické síly a Sigurdovi dala lektvar zapomnění, aby na předešlé zážitky s Brynhildou zapomněl a oženil se místo ní s Gudrun. Grimhilda ale moc dobře věděla, že jen a pouze Sigurd na svém koni Granim by byl soutěž vyhrál, a tak vyměnila svému synovi tělo se Sigurdem. Sigurd poté v Gunnarově těle soutěž vyhrál, a tak Sigurd spolu s Brynhildou strávili tři noci, ale jen jako bratr a sestra s mečem mezi nimi. Brynhilda si potom musela splnit svůj slib a vzít si Gunnara za muže.

## Život s Brynhildou
Tím, že Sigurd pojal za ženu Gudrun, tak její bratři Gunnar a Hogni slíbili Sigurdovi věrnost. Avšak Brynhilda byla ve vztahu s Gunnarem nešťastná. Milovala Sigurda, jelikož on byl tím větším rekem. Žárlila na něj a chtěla Sigurdovu smrt. Jenomže Gunnar a Hogni dali Sigurdovi slib, který nemohli znesvětit. Jejich mladší bratr Gothorm ale nebyl dost starý, aby svěřil svou oddanost Sigurdovi, takže ho měl zabít sám. Podle některých verzí se to stalo v manželské posteli Sigurda a Gudrun, podle jiných v lese, ale všechny příběhy říkají to, že Sigurd nepřežil, a že posledním jeho skutkem bylo usmrcení ubohého Gothorma. Gunnar a Hogni potom proklínali Brynhildu kvůli tomu, že je donutila spáchat tak ohavný zločin. Jejich sestra Gudrun je proklínala a krátce na to spáchala Brynhilda sebevraždu.

## V království Hunů
Bratr Brynhildy jménem Atli (možná obdoba významného Hunského krále Attily) si za její smrt vyžádal od bratrů ruku jejich truchlící sestry Gudrun a také část bohatství, které Sigurd vybojoval od draka Fáfnira. Gunnar se začal stýkat s druhou sestrou Atliho jménem Oddrun, a kvůli tomu ho také Atli nenáviděl. Potom, co se Gudrun znovu provdala, nechal Atli vyslat posla, který Hognimu a Gunnarovi sdělil, že se mají vydat do království Hunů za jejich sestrou. Jako důkaz pravdy jim dal prsten se zprávou v runách jejich sestry, který měl na sobě přivázán vlčí chlup – znamení zrady. Bratři se potom vydali na cestu a jakmile došli k Atliho branám, byli zajati. Byli spoutáni a vyslýcháni kvůli místu, kde leželo Sigurdovo zlato. Gudrun na ně naléhala, ať prosí o život, ale odmítli. Atli začal Gunnarovi vyhrožovat tím, že Hognimu vyřízne srdce z těla. Místo toho však přinesl srdce jejich otroka, které se chvělo strachem a Gunnar poznal, že Hogni je stále na živu. Poté však Hunové zbavili srdce i Hogniho a Gunnar uznal, že toto srdce je statečné, tudíž musí patřit jeho bratrovi. Ani tak ale nic Hunům nepověděl. Byl vhozen do jámy s hady, kde začal hrát na harfu, která hady přiměla ke spánku. Potom ho však náhle kousl had do jater a usmrtil ho. 